# Lista de unidades federativas do Brasil por taxa de urbanização
Esta é uma lista de unidades federativas do Brasil por taxa Urbana e Rural, os números são censo 2010 do IBGE
| Posição | Unidade federativa  | Taxa urbana | Taxa rural |
| ------- | ------------------- | ----------- | ---------- |
| 1º      | Rio de Janeiro      | 96.71       | 3.29       |
| 2º      | Distrito Federal    | 96.62       | 3.38       |
| 3º      | São Paulo           | 95.88       | 4.12       |
| 4º      | Goiás               | 90.29       | 9.71       |
| 5º      | Amapá               | 89.81       | 10.19      |
| 6º      | Mato Grosso do Sul  | 85.64       | 14.36      |
| 7º      | Paraná              | 85.31       | 14.49      |
| 8º      | Espírito Santo      | 85.29       | 14.51      |
| 9º      | Rio Grande do Sul   | 85.10       | 14.90      |
| 10º     | Santa Catarina      | 83.99       | 16.01      |
| 11º     | Minas Gerais        | 83.38       | 16.62      |
| 12º     | Mato Grosso         | 81.90       | 18.10      |
| 13º     | Pernambuco          | 80.15       | 19.85      |
| 14º     | Amazonas            | 79.17       | 20.83      |
| 15º     | Tocantins           | 78.81       | 21.19      |
| 16º     | Rio Grande do Norte | 77.82       | 22.18      |
| 17º     | Roraima             | 76.41       | 23.59      |
| 18º     | Paraíba             | 75.37       | 24.63      |
| 19º     | Ceará               | 75.09       | 24.91      |
| 20º     | Alagoas             | 73.64       | 26.36      |
| 21º     | Sergipe             | 73.51       | 26.49      |
| 22º     | Rondônia            | 73.22       | 26.78      |
| 23º     | Acre                | 72.61       | 27.39      |
| 24º     | Bahia               | 72.07       | 27.93      |
| 25º     | Pará                | 68.49       | 31.51      |
| 26º     | Piauí               | 65.77       | 34.23      |
| 27º     | Maranhão            | 63.07       | 36.93      |